# Гран-при Венгрии 2017 года
Гран-при Венгрии 2017 года (офиц. венг. Formula 1 Magyar Nagydij 2017) — 11-й этап чемпионата мира Формулы-1 2017 года, которая прошла с 28 по 30 июля на трассе «Хунгароринг», недалеко от Будапешта.

## Свободные заезды
Первая тренировка
Венгерская трасса используется не слишком часто, утром состояние покрытия традиционно оставляло желать лучшего, хотя сцепление с уложенным в прошлом году новым асфальтом оказалось неплохим. Вандорна развернуло, Грожан вылетел с трассы, зацепив барьер — и отправился в боксы с повреждённым задним крылом. Феттель после разворота вылетел в гравий.
В двух командах произошли временные замены. В Force India Альфонсо Селиш сел за руль машины Эстебана Окона, в Haas F1 Антонио Джовинацци сменил Кевина Магнуссена.
Через 32 минуты появились красные флаги — Джовинацци после вылета в 11-м повороте врезался в барьер, машину с повреждённой подвеской пришлось эвакуировать. Пауза продолжалась семь минут.
Масса и Стролл побывали за пределами трассы без последствий для машин. На последней минуте красные флаги появились вновь — на машине Палмера при атаке поребрика в четвёртом повороте сломалось переднее антикрыло, трасса была усыпана обломками.
Гонщики уже в первой сессии использовали все три состава резины. Протокол возглавил Даниэль Риккардо, уступив абсолютному рекорду трассы-пять сотых.
Вторая тренировка
В Renault не успели восстановить машину Палмера после аварии в первой тренировке — пришлось заменить днище. В Haas продолжали ремонт машины Магнуссена после утренней аварии заменявшего его Антонио Джовинацци. Палмер в итоге потерял первые 25 минут, а Магнуссен — больше часа.
Стролл и Масса побывали за пределами трассы без последствий для машин. Райкконен остановился из-за неожиданной потери мощности, но инженер по радио помог ему запустить двигатель, Кими вернулся в боксы и продолжил работу.
Через 50 минут сессию остановили красными флагами после аварии Верляйна — в 11-м повороте машина потеряла стабильность и на высокой скорости врезалась в барьер. Паскаль самостоятельно покинул кокпит и был отправлен в медицинский центр для проверки — сработал датчик опасной перегрузки. Пауза продолжалась 12 минут. Врачи быстро отпустили гонщика — без замечаний.
У Вандорна возникли проблемы с силовой установкой Honda — машина потеряла скорость, инженер попросил гонщика медленно вернуться в боксы и больше Стоффель не выезжал.
Третья тренировка
| Сессия | № | Лидер             | Конструктор     | Шины | Время    | Погода         | Воздух °C | Трасса °C |
| ------ | - | ----------------- | --------------- | ---- | -------- | -------------- | --------- | --------- |
| 1      | 3 | Даниэль Риккардо  | Red Bull Racing | P    | 1:18,486 | Солнечно. Сухо | +22…24°C  | +28…29°C  |
| 2      | 3 | Даниэль Риккардо  | Red Bull Racing | P    | 1:18,455 | Солнечно. Сухо | +25…26°C  | +32…34°C  |
| 3      | 5 | Себастьян Феттель | Ferrari         | P    | 1:17,017 |                |           |           |

## Квалификация
| Место | №  | Гонщик               | Конструктор | Часть 1   | Часть 2  | Часть 3  | С   | Шины |
| ----- | -- | -------------------- | ----------- | --------- | -------- | -------- | --- | ---- |
| 1     | 5  | Себастьян Феттель    | Ferrari     | 1:17,244  | 1:16,802 | 1:16,276 | 1   | P    |
| 2     | 7  | Кими Райкконен       | Ferrari     | 1:17,364  | 1:17,207 | 1:16,444 | 2   | P    |
| 3     | 77 | Валттери Боттас      | Mercedes    | 1:18,058  | 1:17,362 | 1:16,530 | 3   | P    |
| 4     | 44 | Льюис Хэмилтон       | Mercedes    | 1:17,492  | 1:16,693 | 1:16,707 | 4   | P    |
| 5     | 33 | Макс Ферстаппен      | Red Bull    | 1:17,266  | 1:17,028 | 1:16,797 | 5   | P    |
| 6     | 3  | Даниэль Риккардо     | Red Bull    | 1:17,702  | 1:17,698 | 1:16,818 | 6   | P    |
| 7     | 27 | Нико Хюлькенберг     | Renault     | 1:18,137  | 1:17,655 | 1:17,468 | 121 | P    |
| 8     | 14 | Фернандо Алонсо      | McLaren     | 1:18,395  | 1:17,919 | 1:17,549 | 7   | P    |
| 9     | 2  | Стоффель Вандорн     | McLaren     | 1:18,479  | 1:18,000 | 1:17,894 | 8   | P    |
| 10    | 55 | Карлос Сайнс-младший | Toro Rosso  | 1:18,948  | 1:18,311 | 1:18,912 | 9   | P    |
| 11    | 30 | Джолион Палмер       | Renault     | 1:18,699  | 1:18,415 |          | 10  | P    |
| 12    | 31 | Эстебан Окон         | Force India | 1:18,843  | 1:18,495 |          | 11  | P    |
| 13    | 26 | Даниил Квят          | Toro Rosso  | 1:18,702  | 1:18,538 |          | 162 | P    |
| 14    | 11 | Серхио Перес         | Force India | 1:19,0953 | 1:18,639 |          | 13  | P    |
| 15    | 8  | Ромен Грожан         | Haas        | 1:19,085  | 1:18,771 |          | 14  | P    |
| 16    | 20 | Кевин Магнуссен      | Haas        | 1:19,0953 |          |          | 15  | P    |
| 17    | 18 | Лэнс Стролл          | Williams    | 1:19,102  |          |          | 17  | P    |
| 18    | 94 | Паскаль Верляйн      | Sauber      | 1:19,839  |          |          | 18  | P    |
| 19    | 40 | Пол ди Реста         | Williams    | 1:19,868  |          |          | 19  | P    |
| 20    | 9  | Маркус Эрикссон      | Sauber      | 1:19,972  |          |          | 20  | P    |

↑  Нико Хюлькенберг получил штраф в 5 позиций за внеочередную замену коробки передач
↑  Даниил Квят получил штраф в 3 позиции за блокировку Лэнса Стролла в первом сегменте квалификации.
↑  Серхио Перес и Кевин Магнуссен установили одинаковое время круга в первом сегменте. Так как Перес первым установил данное время, он был квалифицирован выше Магнуссена.

## Гонка
Перед началом венгерского уик-энда многие говорили о вероятном повторении сценария этапа в Монако, где расстановка сил изменилась и гонщиков Mercedes не было даже в тройке. Гонка в Монако оказалась самой успешной в первой половине сезона для Ferrari — 43 очка за победный дубль, и самой неудачной для Mercedes.
После неудачи в Монако в Mercedes сделали выводы и добились прогресса, но по ходу уик-энда гонщики этой команды не лидировали ни в одной из сессий. В пятницу протокол дважды возглавил Даниэль Риккардо, а утром в субботу лучшее время показал Себастьян Феттель.
Феттель выиграл и квалификацию — с большим преимуществом над соперниками, Кими Райкконен показал второе время — гонщики Ferrari в третий раз за сезон заняли весь первый ряд стартового поля. Со второго гонку начинали Боттас и Хэмилтон, с третьего — Ферстаппен и Риккардо.
По ходу уик-энда в Williams произошла замена. После второй пятничной тренировки Фелипе Масса почувствовал себя плохо — кружилась голова. Бразильца отправили в медицинский центр трассы, потом в госпиталь, но врачи не нашли очевидных причин и отправили гонщика отсыпаться в гостиницу. Утром в субботу медицинская комиссия FIA позволила Фелипе выйти на трассу, но тренировку пришлось завершить досрочно — он вновь почувствовал себя плохо.
Williams пришлось привлечь резервного гонщика Пола ди Ресту, который в последние годы в рамках уик-эндов Формулы-1 работал в качестве эксперта британского SkySport. Перед началом квалификации шотландец передал микрофон коллегам, надел комбинезон Williams и впервые сел за руль машины Формулы-1 нового поколения. Пол не участвовал в официальных сессиях Гран-при с 2013 года, но в квалификации оказался не последним, опередив Маркуса Эриксона из Sauber. Молодому, но хорошо знакомому с машиной напарнику Лэнсу Строллу, ди Реста уступил всего семь десятых секунды.
Двое гонщиков потеряли позиции на стартовом поле. Нико Хюлкенберг — пять за внеплановую замену коробки передач, а Даниил Квят — три за блокировку Лэнса Стролла в квалификации. Россиянин стартовал в гонке 16-м.
Шинники привезли в Венгрию составы Medium, Soft и SuperSoft. Самый жёсткий из них по ходу уик-энда не использовался, гонщики выбирали между Soft и SuperSoft. Квят и ди Реста стартовали на Soft, остальные начинали гонку на SuperSoft.
На старте Феттель сохранил преимущество. Гонщики Red Bull опередили Хэмилтона, Ферстаппен заблокировал резину на торможении и врезался в Риккардо. На машине Даниэля лопнул радиатор, её развернуло и она остановилась на трассе. Выехал автомобиль безопасности.
Первая десятка за автомобилем безопасности: Феттель — Райкконен — Боттас — Ферстаппен — Хэмилтон — Сайнс — Алонсо — Перес — Вандорн — Окон.
Из машины Риккардо текла жидкость. Машину эвакуировали, маршалы очистили асфальт. Эриксон и Верляйн побывали в боксах, переключившись на Soft.
На 5-м круге объявили рестарт. Феттель сохранил лидерство. Хэмилтон атаковал Ферстаппена, но Макс сохранил позицию. Сайнс вытеснил Алонсо за пределы трассы, стюарды посчитали это гоночным инцидентом.
За столкновение с напарником Ферстаппен получил 10-секундный штраф.
Феттель оторвался от напарника, к десятому кругу его преимущество выросло до трёх секунд, а Боттаса опережал уже на пять. Пелотон растянулся.
Феттель пожаловался на проблемы с рулевым управлением — машину тянуло влево, в команде посоветовали ему избегать поребриков.
На 19-м круге Хюлкенберг без борьбы опередил Палмера — Джолиона попросили пропустить напарника, чтобы тот попытался навязать борьбу соперникам.
У Грожана произошёл медленный прокол, на 21-м круге он свернул в боксы и сменил резину. Вернувшись на трассу, Роман успел доехать до девятого поворота, когда услышал команду остановить машину — механики не успели закрепить заднее левое колесо, когда гонщик покидал боксы. Грожан выбыл из борьбы.
На 31-м круге Стролл и Боттас сменили резину — при обслуживании машины Валттери возникла небольшая заминка с креплением переднего левого колеса.
На 32-м круге Хэмилтон и Магнуссен провели пит-стоп, на 33-м — Феттель, на 34-м — Райкконен, на 35-м — Перес — у Серхио тоже произошла небольшая заминка.
На 36-м круге Сайнс, Алонсо и Окон сменили резину.
На 37-м круге Алонсо эффектно опередил Сайнса во втором повороте после продолжительной дуэли.
На 41-м круге Квят сменил резину, на 43-м — Ферстаппен, отбыв десятисекундный штраф. Пит-стоп Вандорна прошёл с задержкой в несколько секунд из-за того, что гонщик промахнулся с местом остановки машины.
Алонсо и Перес опередили Палмера, ещё не побывавшего в боксах.
На 45-м круге Боттас пропустил Хэмилтона в первом повороте — и Льюис бросился в погоню за Кими.
Хюлкенберг сменил резину — долго не удавалось снять переднее правое колесо. На 47-м круге Палмер провёл пит-стоп.
Первая десятка на 48-м круге: Феттель — Райкконен — Хэмилтон — Боттас — Ферстаппен — Алонсо — Сайнс — Перес — Окон — Вандорн.
Первая тройка ехала плотной группой, уместившись в две секунды, Хэмилтон сокращал отставание от Райкконена, но и Кими ехал близко к Феттелю, используя DRS.
На 56-м круге Ферстаппен ошибся, вылетев с трассы в 11-м повороте, но смог продолжить борьбу без потери позиции.
Магнуссен вытеснил Хюлкенберга на траву, когда тот пытался атаковать, и Нико потерял позицию, пропустив Квята.
Инженер сообщил ди Ресте о необходимости остановить машину из-за утечки масла, Пол свернул в боксы и выбыл из борьбы.
На последних кругах Ферстаппен подобрался к Боттасу, но атаковать не удалось. Магнуссен получил пятисекундный штраф за инцидент с Хюлкенбергом, а Нико на предпоследнем круге остановил машину в боксах.
Лидеры продолжали ехать с минимальным отрывом, но ошибок никто не допускал, преимущества в скорости ни у кого не было, так что борьбы за места на подиуме не получилось.
На последнем круге Хэмилтон пропустил Боттаса, вернув напарнику одолженную в концовке гонки позицию, а Алонсо оставил за собой лучший круг гонки.
Себастьян Феттель выиграл Гран При Венгрии, одержав 46-ю победу в карьере и четвёртую в сезоне. Кими Райкконен поднялся на вторую ступеньку подиума — у Ferrari второй в этом году победный дубль.
| Место | С  | +/- | №  | Гонщик            | Команда              | Ш | Круги | Время/причина схода | Пит | Типы шин | О  |
| ----- | -- | --- | -- | ----------------- | -------------------- | - | ----- | ------------------- | --- | -------- | -- |
| 1     | 1  | ▬   | 5  | Себастьян Феттель | Ferrari              | P | 70    | 1:39:46,713         | 1   | S        | 25 |
| 2     | 2  | ▬   | 7  | Кими Райкконен    | Ferrari              | P | 70    | +0,908              | 1   | S        | 18 |
| 3     | 3  | ▬   | 77 | Валттери Боттас   | Mercedes             | P | 70    | +12,462             | 1   | S        | 15 |
| 4     | 4  | ▬   | 44 | Льюис Хэмилтон    | Mercedes             | P | 70    | +12,885             | 1   | S        | 12 |
| 5     | 5  | ▬   | 33 | Макс Ферстаппен   | Red Bull-TAG Heuer   | P | 70    | +13,276             | 1   | S        | 10 |
| 6     | 7  | ▲1  | 14 | Фернандо Алонсо   | McLaren Honda        | P | 70    | +1:11,223           | 1   | S        | 8  |
| 7     | 9  | ▲2  | 55 | Карлос Сайнс-мл.  | Toro Rosso-Renault   | P | 69    | +1 круг             | 1   | S        | 6  |
| 8     | 13 | ▲5  | 11 | Серхио Перес      | Force India-Mercedes | P | 69    | +1 круг             | 1   | S        | 4  |
| 9     | 11 | ▲2  | 31 | Эстебан Окон      | Force India-Mercedes | P | 69    | +1 круг             | 1   | S        | 2  |
| 10    | 8  | ▼2  | 2  | Стоффель Вандорн  | McLaren Honda        | P | 69    | +1 круг             | 1   | S        | 1  |
| 11    | 16 | ▲5  | 26 | Даниил Квят       | Toro Rosso-Renault   | P | 69    | +1 круг             | 1   | S        |    |
| 12    | 10 | ▼2  | 30 | Джолион Палмер    | Renault              | P | 69    | +1 круг             | 1   | S        |    |
| 13    | 15 | ▲2  | 20 | Кевин Магнуссен   | Haas-Ferrari         | P | 69    | +1 круг1            | 1   | S        |    |
| 14    | 17 | ▲3  | 18 | Лэнс Стролл       | Williams-Mercedes    | P | 69    | +1 круг             | 1   | S        |    |
| 15    | 18 | ▲3  | 94 | Паскаль Верляйн   | Sauber-Ferrari       | P | 68    | +2 круга            | 2   | S        |    |
| 16    | 20 | ▲4  | 9  | Маркус Эрикссон   | Sauber-Ferrari       | P | 68    | +2 круга            | 2   | S        |    |
| 172   | 12 | ▼5  | 27 | Нико Хюлькенберг  | Renault              | P | 67    | Тормоза             | 1   | S        |    |
| Сход  | 19 | ▲1  | 40 | Пол ди Реста      | Williams             | P | 60    | Утечка масла        | 1   | S        |    |
| Сход  | 14 | ▼5  | 8  | Ромен Грожан      | Haas-Ferrari         | P | 20    | Крепление колеса    | 1   | S        |    |
| Сход  | 6  | ▼14 | 3  | Даниэль Риккардо  | Red Bull-TAG Heuer   | P | 0     | Авария              | 0   | S        |    |
| НС    | НС |     | 19 | Фелипе Масса      | Williams             | P |       | Плохое самочувствие | 0   |          |    |
↑  Кевин Магнуссен получил штраф в 5 секунд к времени гонки за выталкивание автомобиля Хюлькенберга за пределы трассы
↑  Нико Хюлькенберг сошёл с дистанции, но был классифицирован, так как завершил более 90 % гонки
↑  Фелипе Масса пропустил квалификацию и гонку из-за плохого самочувствия.

## Положение в чемпионате после Гран-при
| Место | +/- | Гонщик            | Очки |
| ----- | --- | ----------------- | ---- |
| 1     | ▬   | Себастьян Феттель | 202  |
| 2     | ▬   | Льюис Хэмилтон    | 188  |
| 3     | ▬   | Валттери Боттас   | 169  |
| 4     | ▬   | Даниэль Риккардо  | 117  |
| 5     | ▬   | Кими Райкконен    | 116  |

| Место | +/- | Конструктор               | Очки |
| ----- | --- | ------------------------- | ---- |
| 1     | ▬   | Mercedes                  | 357  |
| 2     | ▬   | Ferrari                   | 318  |
| 3     | ▬   | Red Bull Racing Tag Heuer | 184  |
| 4     | ▬   | Force India Mercedes      | 101  |
| 5     | ▬   | Williams-Mercedes         | 41   |